# Ministerio de Agricultura (Somalia)
El Ministerio de Agricultura (MOA) (en somalí: Wasaaradda Beeraha) es el ministerio responsable de la agricultura en Somalia. La 3 áreas que abarca este ministerio es la agricultura, el procesamiento de alimentos y la cooperación. El actual Ministro de Agricultura es Said Hussein Iid.

## Contexto
La agricultura es la principal fuente de sustento para más de la mitad de la población en Somalia. La agricultura proporciona la mayor parte de los bienes salariales requeridos por los sectores no agrícolas y la mayoría de las materias primas para el sector industrial. Somalia es una economía principalmente agraria, lo que representa el 65% del PIB y emplea 65% de la fuerza laboral. El ganado sólo contribuye alrededor del 40% del PIB y más del 50% de los ingresos de exportación.
En diciembre de 2014, el Ministerio de Agricultura anunció que dará inicio a un nuevo proyecto de administración del agua del Río Shabelle en 2015, con el fin de beneficiar a los pequeños agricultores. La iniciativa  en parte consistía en la construcción de canales de agua adicionales, para controlar de manera más efectiva los caudales del río hacia las granjas.